# Volerón Publilio Filón
Volerón Publilio Filón  fue un político y militar romano del siglo IV a. C., miembro de los Publilios Filones, una antigua familia de la gens Publilia. Siendo tribuno consular en el año 399 a. C., se celebró por primera vez en Roma un lectisternio. Junto con sus colegas, condujo la guerra contra los veyentes, faliscos y capenates.